# Młodzieżowe indywidualne mistrzostwa Danii na żużlu
Młodzieżowe indywidualne mistrzostwa Danii na żużlu – rozgrywany od 1960 coroczny cykl turniejów żużlowych, których celem jest wyłonienie najlepszego duńskiego żużlowca w kategorii do 21 lat.